# Matriu de Walsh

Matriu de Hadamard d'ordre 16 multiplicada per un vector

La matriu de Walsh (i les funcions de Walsh) s'utilitzen per calcular la transformada de Walsh i tenen aplicacions en la implementació eficient de determinades operacions de processament de senyal. En matemàtiques, una matriu de Walsh és una matriu quadrada específica de dimensions 2n, on n és un nombre natural particular. Les entrades de la matriu són +1 o -1 i les seves files i columnes són ortogonals. La matriu de Walsh va ser proposada per Joseph L. Walsh el 1923. Cada fila d'una matriu de Walsh correspon a una funció de Walsh.

Matriu de Hadamard ordenada naturalment permutada en matriu de Walsh ordenada per seqüències. El nombre de canvis de signe per fila a la matriu ordenada naturalment és (0, 15, 7, 8, 3, 12, 4, 11, 1, 14, 6, 9, 2, 13, 5, 10), a la matriu ordenada per seqüències, el nombre de canvis de signe és consecutiu.

Descomposició LDU d'una matriu de Hadamard. Els de les matrius triangulars formen triangles de Sierpinski. Les entrades de la matriu diagonal són valors de la seqüència de Gould, amb els signes menys distribuïts com els de la seqüència Thue–Morse.

Les matrius de Walsh són un cas especial de matrius Hadamard on les files es reorganitzen de manera que el nombre de canvis de signe en una fila sigui en ordre creixent. En resum, una matriu de Hadamard es defineix per la fórmula recursiva següent i està ordenada de manera natural, mentre que una matriu de Walsh està ordenada per seqüències. De manera confusa, diferents fonts es refereixen a qualsevol matriu com a matriu de Walsh.
La matriu de Walsh (i les funcions de Walsh) s'utilitzen per calcular la transformada de Walsh i tenen aplicacions en la implementació eficient de determinades operacions de processament de senyal.

## Fórmula
Les matrius de dimensió de Hadamard {\displaystyle 2^{k}} per {\displaystyle k\in \mathbb {N} } estan donades per la fórmula recursiva (l'ordre més baix de la matriu de Hadamard és 2):

Matriu binària de Hadamard com a producte matricial. La matriu binària (blanc 0, vermell 1) és el resultat amb operacions en F _{2}. Els números grisos mostren el resultat amb les operacions.

{\displaystyle {\begin{aligned}H\left(2^{1}\right)&={\begin{bmatrix}1&1\\1&-1\end{bmatrix}},\\H\left(2^{2}\right)&={\begin{bmatrix}1&1&1&1\\1&-1&1&-1\\1&1&-1&-1\\1&-1&-1&1\\\end{bmatrix}},\end{aligned}}}
i en general
{\displaystyle H\left(2^{k}\right)={\begin{bmatrix}H\left(2^{k-1}\right)&H\left(2^{k-1}\right)\\H\left(2^{k-1}\right)&-H\left(2^{k-1}\right)\end{bmatrix}}=H(2)\otimes H\left(2^{k-1}\right),}
per 2 ≤ k ∈ N, on ⊗ denota el producte de Kronecker.